# Carancho Patera
La Carancho Patera è una struttura geologica della superficie di Io.